# Pantophaea
Pantophaea is een geslacht van vlinders uit de familie pijlstaarten (Sphingidae).

## Soorten
- Pantophaea favillacea (Walker, 1866)
- Pantophaea jordani (Joicey & Talbot, 1916)
- Pantophaea oneili (Clark, 1925)